# Drepananthus deltoideus
Drepananthus deltoideus là loài thực vật có hoa thuộc họ Na. Loài này được Herbert Kenneth Airy Shaw mô tả khoa học đầu tiên năm 1939 như là một thứ (chủng) của Drepananthus carinatus với danh pháp Drepananthus carinatus var. deltoideus. Năm 2006 Rui Jiang Wang và Richard M. K. Saunders nâng cấp nó thành loài và xếp nó trong chi Cyathocalyx với danh pháp Cyathocalyx deltoideus.
Năm 2010 Surveswaran S. et al. chuyển nó ở cấp độ loài về chi Drepananthus.

## Phân bố
Borneo.